# Demba Ba
Demba Ba (født 25. maj 1985) er en fransk-født senegalesisk professionel fodboldspiller, der spiller i Basaksehir i Tyrkiet. Han har tidligere spillet for blandt andet Chelsea, Newcastle United, West Ham og Hoffenheim.
Ba repræsenterer desuden Senegals landshold, som han debuterede for i 2007.